# Vidol
《Vidol》是三立電視旗下的OTT服務平台，由三立集團旗下公司“威網影音股份有限公司”斥資新台幣10億元所打造、經營，向特定付費會員提供正版內容、高畫質影片、直播頻道。內容以三立電視自家的戲劇與綜藝節目為主，2016年投入平台自製內容。平台的定位以「影像」（Video）與「偶像」（Idol）吸引付費會員，希望能打造粉絲經濟。現除了三立電視自家的戲劇與綜藝，還添加了台湾其他电视台制作的台劇、港劇館、日劇館、韓劇館、歐美館、及電影館。于2023年11月27日停止运营。

## 發展歷史

### 免費時期
- 2016年3月24日，開始試營運。
- 2016年5月18日，網站遭受DDOS攻擊癱瘓[6]。
- 2016年7月6日，直播第18屆台北電影節。10月8日，直播第51屆金鐘獎電視金鐘獎頒獎典禮。12月12日，直播第5屆華劇大賞。12月31日，直播2017臺北最HIGH新年城。
- 2017年10月30日，直播第52屆金鐘獎電視金鐘獎頒獎典禮。

### 升級再改版
- 2017年12月20日，三立台灣台、三立都會台直播頻道開始收費[7]。
- 2018年4月1日，Vidol舉行扭蛋車創意市集慶祝Vidol 2歲[8]。
- 2018年5月，與電影片商合作上架電影館，讓Vidol不單只有戲劇及綜藝，內容更加多元化。
- 2018年7月起，開始經營YouTube頻道。8月30日，VidolcomScore行動娛樂排名第一，號稱超越LiTV、愛奇藝等影音平台。10月6日，Vidol直播第53金鐘頒獎典禮。12月28日，YouTube頻道破百萬訂閱人次。12月31日，Vidol直播台中麗寶跨年、花蓮跨年晚會。
- 2019年1月，據中文維基百科上的台灣YouTube頻道訂閱人數排行榜統計、Vidol進入全台前20大YouTube頻道。12月，據Comscore統計，Vidol 連續三個月在台灣區OTT類別的行動版流量中表現第一。
- 2020年4月1日，Vidol舉辦3歲生日慶[炮仔聲]粉絲見面會。同月，舉辦台潮盛典。4月17日，Vidol原創微劇【限時同居侯八天】首播。12月，據Comscore統計，Vidol 連續三個月在台灣區OTT類別的行動版流量中表現第一[9]。
- 2020年1月24日，YouTube直播首屆Vidol威劇大賞[10]。3月30日，Vidol的YouTube 訂閱人數突破兩百萬[11]。4月17日，Vidol原創微劇【限時同居侯八天】首播[12]。8月，Vidol的YouTube訂閱人數突破253萬，晉升YouTube台灣區第5大YouTube頻道。
- 2020年11月4日，Vidol的YouTube 訂閱人數突破三百萬[13]。

## Vidol自製節目列表

### 綜藝
| 首播時間   | 節目名稱          | 演出者                                                                          | 類型 |
| ---------- | ----------------- | ------------------------------------------------------------------------------- | ---- |
| 2016年1月  | 夜宵              | 山下勝、陳子玄、是元介、李亮瑾、孫其君、 林可彤、雷瑟琳、洪言翔、蘇小軒、蕭青陽 | 綜藝 |
| 2016年5月  | 進擊的大叔        | 孫其君、山下勝、阿山                                                            | 綜藝 |
| 2016年8月  | 2016 GQ紳士挑戰賽 | 張兆志                                                                          | 綜藝 |
| 2016年12月 | 大平台            | 三立戲劇演員                                                                    | 綜藝 |
| 2017年3月  | 冒險王            | 孫其君                                                                          | 綜藝 |
| 2017年6月  | 安安大明星        | 陳建安                                                                          | 綜藝 |
| 2017年7月  | 其實沒那麼難      | 許琬珍 （页面存档备份，存于）                                                   | 綜藝 |
| 2017年10月 | 94愛K歌           | 阿Q、陳俋塵                                                                     | 綜藝 |
| 2017年11月 | 今天算了沒        | Tiffany                                                                         | 綜藝 |
| 2017年11月 | 貴人散步音樂節    | 小應                                                                            | 綜藝 |
| 2018年4月  | 還是算了吧        | Tiffany                                                                         | 綜藝 |
| 2018年5月  | 一起開箱趣        | 雲爸                                                                            | 綜藝 |
| 2018年10月 | Jo經開什麼        | JOJO、聖經                                                                      | 綜藝 |
| 2018年10月 | 旅圖中            | 濃濃、聖經                                                                      | 綜藝 |
| 2018年10月 | This is 大學生    | 龍龍                                                                            | 綜藝 |
| 2018年10月 | 萌孩編髮          | 楨楨、卡迪娜                                                                    | 綜藝 |
| 2018年10月 | 不問不知道        | 安妮 & 古德                                                                     | 綜藝 |
| 2018年11月 | 懿想天開          | 李懿                                                                            | 綜藝 |
| 2018年11月 | Dr. 沃普瑞斯      | 卓苡瑄 、張小筑、廖邱堃、王煜開、丁鈺頷、黃梓維、鄭羽廷、織田紀香               | 綜藝 |
| 2018年11月 | 美力實驗室        | 林芝軒(軒爺)、凱鈞老師                                                          | 綜藝 |
| 2019年1月  | TheMoment         | 詹雅涵、蔡昌憲、Wa仔、嘻小瓜                                                    | 綜藝 |
| 2019年1月  | 小人出任務        | 楨楨、家家                                                                      | 綜藝 |
| 2019年2月  | 給我老實說        | 聖經                                                                            | 綜藝 |
| 2019年2月  | 大哥開什麼東西    | 庹宗康                                                                          | 綜藝 |
| 2019年5月  | 哈囉，你有事嗎？  | 何美、小吳                                                                      | 綜藝 |
| 2019年8月  | 全民攻房戰        | 朱琦郁                                                                          | 綜藝 |
| 2019年9月  | 我不懂，你明白    | 苗博雅、菜浿梨子                                                                | 綜藝 |
| 2020年3月  | 哈囉！我是格格    | 陳詩雅                                                                          | 綜藝 |
| 2020年10月 | 懿想天開(改版)    | 李懿、巫苡萱、籃籃、倪暄、曲羿、陳詩雅                                          | 綜藝 |
| 2021年10月 | 娛樂關鍵字        | 風田、安婕希、斯辰、羽葤                                                        | 綜藝 |
| 2022年5月  | 我們這一攤        | 謝瓊煖、王思佳、陳明珠、王碩瀚、大淵                                            | 綜藝 |

## Vidol自製電視劇列表

### 季播劇
| 首播時間  | 電視劇名稱                                | 演出者                       | 類型   |
| --------- | ----------------------------------------- | ---------------------------- | ------ |
| 2016年3月 | 青春自拍團 愛上他的他                     | 孫沁岳、阿喜、李迪恩、林珈安 | 季播劇 |
| 2016年5月 | 青春自拍團 同學，我不是故意拿你的學生證啊 | 楊鎮、翁滋蔓、黃甄妮         | 季播劇 |

### 劇集
| 首播時間   | 電視劇名稱        | 演出者                                                                                           | 類型       |
| ---------- | ----------------- | ------------------------------------------------------------------------------------------------ | ---------- |
| 2016年5月  | 啟動愛情這件事    | 王詩安、林珈安、黃甄妮、邵翔                                                                     | 劇集       |
| 2017年9月  | 我的未來男友      | 張軒睿、程予希                                                                                   | 劇集       |
| 2018年11月 | 你好，幸福        | 李維維、古斌、陽詠存、藍鈞天、殷悅、葉星辰、吳岳擎                                               | 劇集       |
| 2018年12月 | 女孩要幹嘛 第一季 | 許少瑜、湯瑋琪、FUFU、焦曼婷                                                                     | 劇集       |
| 2019年8月  | 女孩要幹嘛 第二季 | 許少瑜、林子珊、陳甯亞、顏邦智、黃辰邑                                                           | 劇集       |
| 2019年9月  | 家教哥哥來我家    | 謝毅宏、葉靜涵、余杰恩                                                                           | 劇集       |
| 2020年4月  | 位！你在等我嗎？  | 吳承洋、江可德、陳敬宣、李易、金凱德、王琄、班鐵翔、林埈永、沈懿                                 | 劇集       |
| 2020年4月  | 限時同居侯八天    | 李博翔、梁以辰、勵政達、菜浿梨子、宋偉恩、呂維真、章哲銘、葉芸希、游書庭                         | 劇集       |
| 2020年12月 | 愛不愛栗絲        | 李佳穎、王可元、文雨非、許凱皓、謝毅宏                                                           | 劇集       |
| 2021年5月  | 約·定             | 賴東賢、王碩瀚、廖偉博、余杰恩、祐琋、姚蜜、祐琋、艾雨帆、李迪恩、林家佑_(演員)、樊光耀 、王彩樺 | 劇集       |
| 2022年4月  | 白書              | 徐鈞浩、許安植、石知田                                                                           | 劇集       |
| 2023年7月  | 免疫屏蔽          | 楊懿軒、洪暐哲、鄭靚歆、夏宇禾、廖偉博、張凱翔、許博維                                           | VBL Series |
| 2023年9月  | 絕對佔領          | 毛祁生、蕭鴻、孫沁岳、洪詩、林巧媛                                                               | VBL Series |
| 2023年11月 | 保留席位          | 陳玹宇、黃丞邦、鄭湋曄、黃宏軒、張哲偉、王新凱、崔佩儀                                           | VBL Series |
| 2024年2月  | 恆久定律          | 吳秉宸、黃禮豐、周詠軒、陳子玄                                                                   | VBL Series |

### 一口威劇
| 首播時間  | 電視劇名稱     | 演出者                                 | 類型     |
| --------- | -------------- | -------------------------------------- | -------- |
| 2018年5月 | 幸福交叉線     | 方宥心、陳玹宇、楊永維、 王自強、 赫容 | 一口威劇 |
| 2021年6月 | 疫情期間不能等 | 謝毅宏、宋城希、張行                   | 一口威劇 |

## 新聞事件
- 有兩名曾於Vidol任職的工程師在離職時刪除了存放於亞馬遜雲的所有影音資料、並複製主機金鑰，於2017年2月24日遭中華民國檢警依涉犯《刑法》妨害電腦使用罪提起公訴[25]。2022年5月，二審考量2人經調解已履行賠償110萬元，改判2人各6月徒刑，可上訴。[26]。

## 外部連結
- Vidol官方網站 （页面存档备份，存于）
- Vidol影音的Facebook專頁
- YouTube上的Vidol TV頻道
- Vidol的Instagram帳戶
- Vidol （页面存档备份，存于） - Google Play
- Vidol （页面存档备份，存于） - App Store
- YouTube上的大哥開什麼東西頻道大哥開什麼東西的Instagram帳戶
- YouTube上的懿想天開頻道
- YouTube上的女孩要幹嘛頻道女孩要幹嘛的Instagram帳戶
- YouTube上的安安大明星頻道安安大明星的Instagram帳戶
- 限時同居侯八天官網（页面存档备份，存于）
- 台灣公司資料 （页面存档备份，存于）